# ماريك بوروفسكي
ماريك بوروفسكي (بالبولندية: Marek  Borowski )‏ (و. 1946  م) هو اقتصادي، وسياسي بولندي، ولد في وارسو، هو عضوٌ في حزب العمال البولندي الموحد.

## مناصب
تولى منصب مشير السيم ‏ (19 أكتوبر 2001–20 أبريل 2004)
- Minister of Finance of Poland  [لغات أخرى]‏ (26 أكتوبر 1993–8 فبراير 1994)
- عضو سيم  [لغات أخرى]‏.

## التعليم
تعلم في SGH Warsaw School of Economics ‏.

## جوائز
حصل على جوائز منها:
- وسام الإبتسامة
- نيشان جوقة الشرف من رتبة ضابط.